# Skye Edwards
Skye Edwards, vlastním jménem Shirley Klaris Yonavieve Edwards, zvaná někdy jen Skye (* 27. května 1972 Londýn), je britská zpěvačka. Její kariéra začala v polovině 90. let, kdy spolu s bratry Paulem a Rossem Godfreyovými, založila skupinu Morcheeba, která vydala pět alb se Skye jako zpěvačkou. V roce 2003 se skupina rozpadla a Skye poté vydala dvě sólová alba. V roce 2006 vydala album Mind How You Go a v roce 2009 Keeping Secrets. V roce 2010 se vrátila do skupiny Morcheeba, opět jako zpěvačka. V roce 2012 vydala své třetí sólové album Back to Now a v roce 2015 čtvrté album In a Low Light.
Své jméno se rozhodla zkrátit na Skye tak, že vzala první písmeno každého ze svých jmen a spojila je dohromady. Je vdaná za baskytaristu Steva Gordona a mají spolu čtyři děti.

## Diskografie
- Mind How You Go (2006)
- Keeping Secrets (2009)
- Back to Now (2012)
- In a Low Light (2015)